# Anna Maria Taigi
Anna Maria Taigi, född 28 maj 1769 i Siena, död 9 juni 1837 i Rom, var en italiensk mystiker och medlem av trinitariernas tredjeorden. Hon vördas som salig i Romersk-katolska kyrkan, med minnesdag den 9 juni.

## Bilder
| - Saliga Anna Maria Taigis sarkofag i basilikan San Crisogono i Rom. |